# Salut Borràs i Saperas
Salut Borràs i Saperas (Barcelona, 6 de gener de 1878 - París 11 d'agost de 1954) fou una lluitadora anarquista.
Nascuda en una família anarquista, tota la seva vida va girar al voltant de la defensa dels valors d'aquest moviment. Filla de Martí Borràs i Jover i de Francesca Saperas i Miró, la seva casa a la Vila de Gràcia era un punt de referència i refugi per als anarquistes europeus. El seu pare, responsable de l'edició del diari Tierra y libertad, va ser acusat de l'intent d'assassinat de Martínez-Campos i no va poder suportar les tortures, la qual cosa el va portar a suïcidar-se a la presó, l'any 1894. Dos anys més tard, el company de Salut Borràs, Lluís Mas i Gasió, i el nou company de la seva mare, Tomàs Ascheri Fossatti, van ser acusats de ser els responsables de l'atemptat del carrer dels Canvis Nous. Tots dos van ser torturats i condemnats a mort. Abans, però, van obligar a la Salut i a la seva mare a casar-se per l'Església amb les seves parelles si no volien que el fill que la Salut estava esperant fos donat a la beneficència. Posteriorment van ser desterrades a França. Es van establir a Marsella, on la Salut es va aparellar amb Octave Jahn, amb el qual es va traslladar a Mèxic i van participar en la revolució d'Emiliano Zapata. Salut Borràs es va establir el 1913 amb el seu fill a París, on va estar treballant com a modista i el 1930 va tornar a Barcelona, establint-se al barri del Raval. Després de la victòria del franquisme es va exiliar a França. Va viure a París i va morir l'11 d'agost de 1954 a l'hospici de Salpetrière d'aquesta ciutat. Una part del seu arxiu es troba a l'Institut Internacional d'Història Social d'Amsterdam.